# Henry Saxe
Henry Saxe est un peintre et sculpteur québécois né à Montréal le 24 septembre 1937. Il vit et travaille à Tamworth (Ontario) depuis 1973.

## Biographie
Henry Saxe naît à Montréal le 24 septembre 1937. Il fréquente l'Université Sir George William de 1955 à 1956 avant de se diriger vers l’École des beaux-arts de Montréal où il étudie de 1956 à 1961. Il se perfectionne en gravure auprès d’Albert Dumouchel. À partir de 1965, il se consacre exclusivement à la sculpture. Henry Saxe s'identifie alors au mouvement des Automatistes. Il poursuit ses efforts dans un stage à Londres de 1967 à 1968. Il se produit dans de nombreuses expositions individuelles et collectives, notamment à l’occasion de la Biennale de Paris de 1963 et 1968. En 1978, il représente le Canada à la Biennale de Venise (XXXVIIIe) en compagnie du peintre Ron Martin. En 1985, il participe à l'événement Cent jours d’art contemporain de Montréal. En 1994, le Musée d’art contemporain de Montréal lui consacre une exposition majeure ainsi qu'une publication.

## Citation
« Je ne veux jamais trop mettre en évidence la mécanisation dans mes œuvres. Je veux créer des images mentales sans aucune référence à une quelconque époque de l'industrialisation.»

## Œuvres

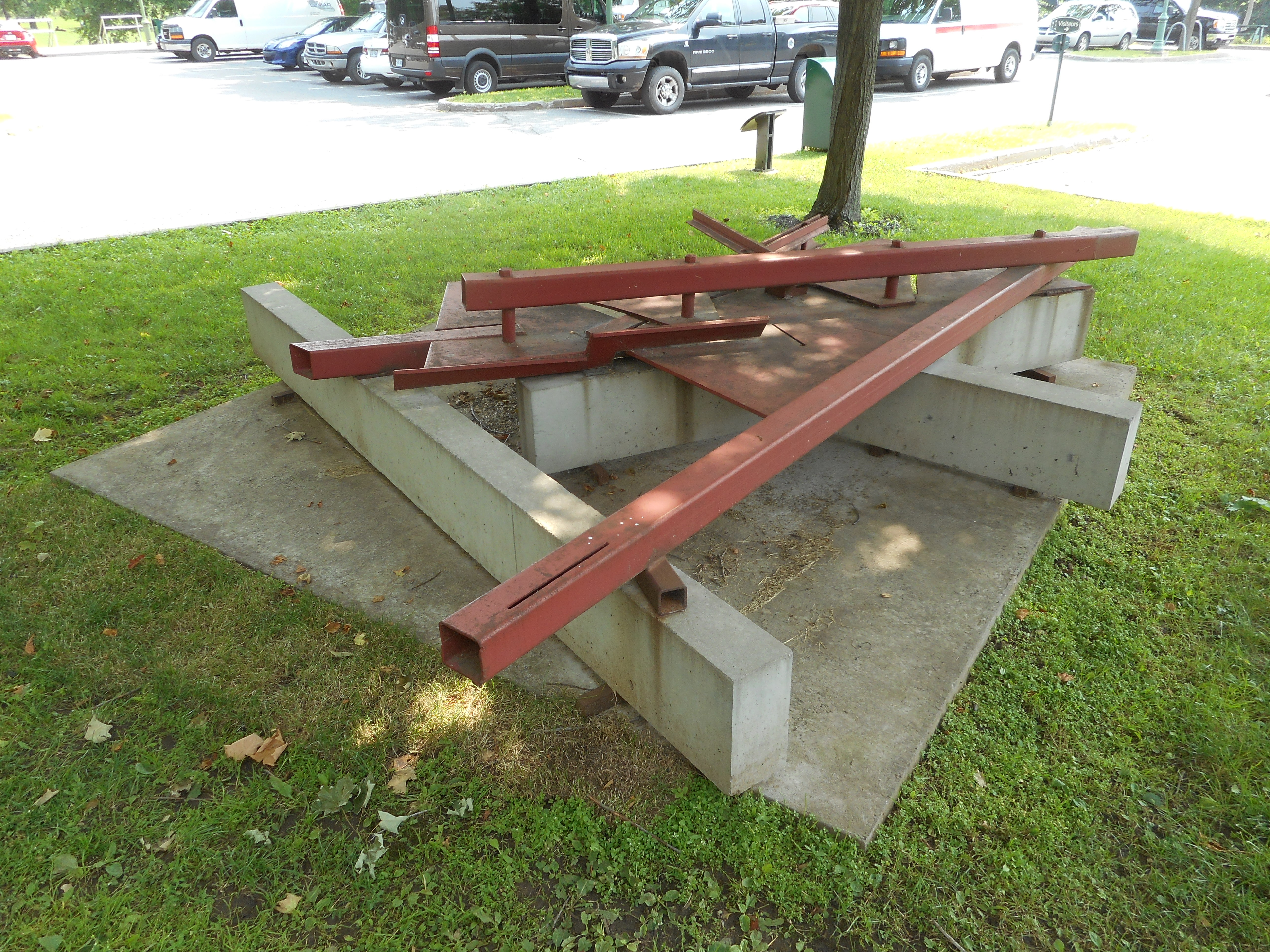
Jacks.

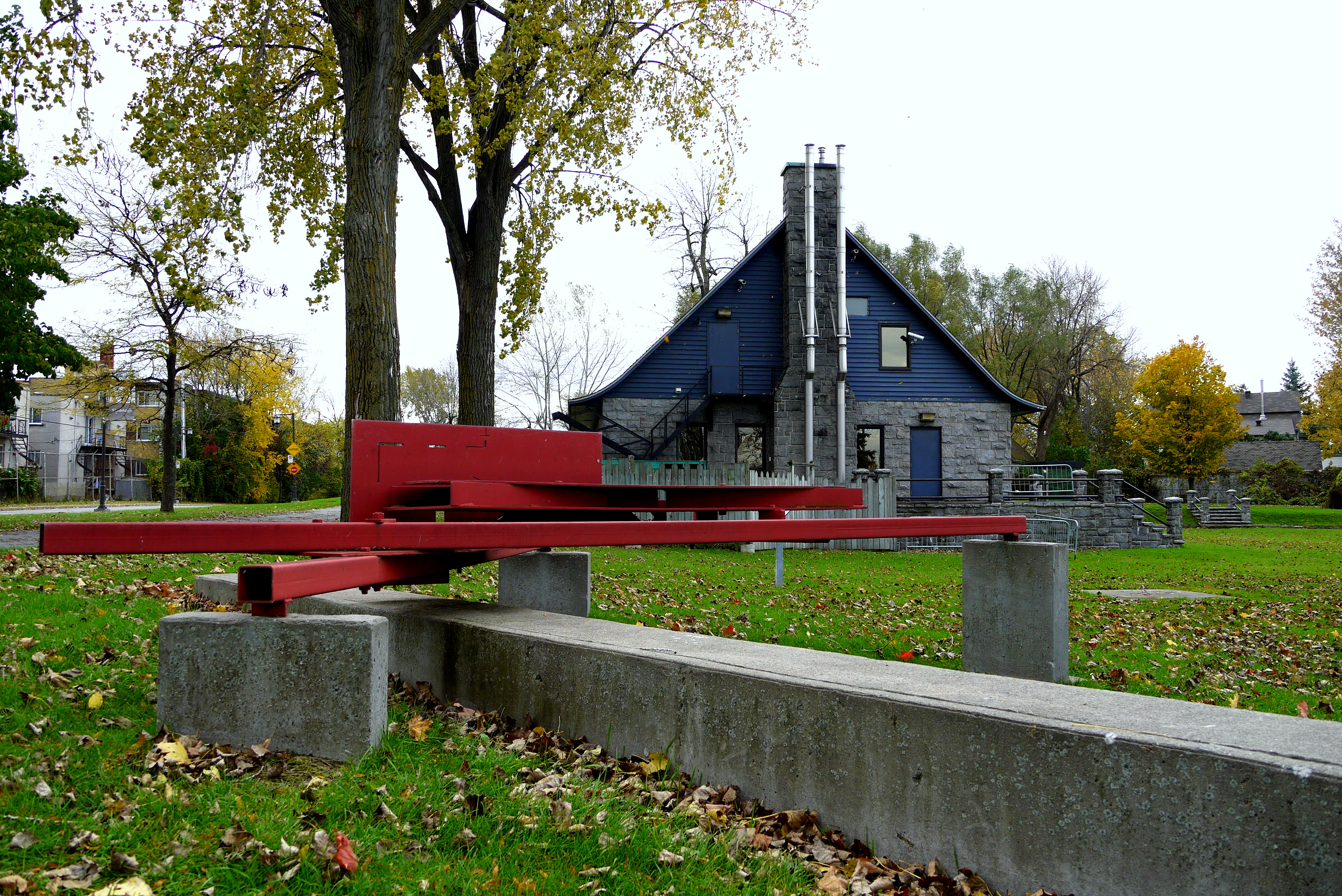
Dex.

### Sculptures
- Snapper, 1966, acier et émail, 157,7 x 54 x 36 cm, Musée national des beaux-arts du Québec, Québec[6].
- Zed, 1967, aluminium et vinyle, 35.6 x 29.2 cm, Musée des beaux-arts du Canada, Ottawa[7].
- Seaplex, 1970, acier recouvert de vinyle, 48 × 76 × 34 cm, Musée d'art contemporain de Montréal, Montréal[8].
- Dex, 1977, acier et ciment, 148 x 503 x 730 cm, Ville de Montréal[9].
- Jacks, 1977 et 2009 (socle), acier peint et béton armé, 61 x 387,5 x 350 cm, Musée national des beaux-arts du Québec, Québec[10].

### Peinture
- Between the Two, 1960, huile sur bois, 70,8 x 61 cm, Musée national des beaux-arts du Québec, Québec[11].

## Expositions
- 1963 : Biennale de Paris
- 1967 : Biennale de Paris
- 1978 : Biennale de Venise (XXXVIIIe)
- 1985 : Cent jours d’art contemporain de Montréal
- 1994 : Henry Saxe : œuvres de 1960 à 1993, Musée d’art contemporain de Montréal[1]

## Honneurs
- 1965 : Prix de sculpture aux Concours artistiques de la province de Québec[12]
- 1994 : Prix Paul-Émile-Borduas[4]

## Musées et collections publiques
- Musée national des beaux-arts du Québec[13]
- Musée des beaux-arts du Canada[14]
- Ville de Montréal[2]
- Musée d'art contemporain de Montréal[15]
- Musée d'art contemporain de Baie-Saint-Paul[16]
- Collection de l'Université de Sherbrooke[17]